# Tetrorchis erythrogaster
Tetrorchis erythrogaster is een hydroïdpoliep uit de familie Rhopalonematidae. De poliep komt uit het geslacht Tetrorchis. Tetrorchis erythrogaster werd in 1909 voor het eerst wetenschappelijk beschreven door Bigelow. 